# Triloculina
Triloculina es un género de foraminífero bentónico de la subfamilia Miliolinellinae, de la familia Hauerinidae, de la superfamilia Milioloidea, del suborden Miliolina y del orden Miliolida. Su especie tipo es Triloculina trigonula. Su rango cronoestratigráfico abarca desde el Luteciense (Eoceno medio) hasta la Actualidad.

## Clasificación
Se han descrito numerosas especies de Triloculina. Entre las especies más interesantes o más conocidas destacan:
- Triloculina trigonula

Un listado completo de las especies descritas en el género Triloculina puede verse en el siguiente anexo.
En Triloculina se ha considerado el siguiente subgénero:
- Triloculina (Pseudotriloculina), aceptado como género Pseudotriloculina